# Glodeni, Dâmbovița
Glodeni este satul de reședință al comunei cu același nume din județul Dâmbovița, Muntenia, România.

## Personalități
- Daniel Drăgan (1935 - 2016) - scriitor, publicist